# Kleinmarkt 10 (Meißen)

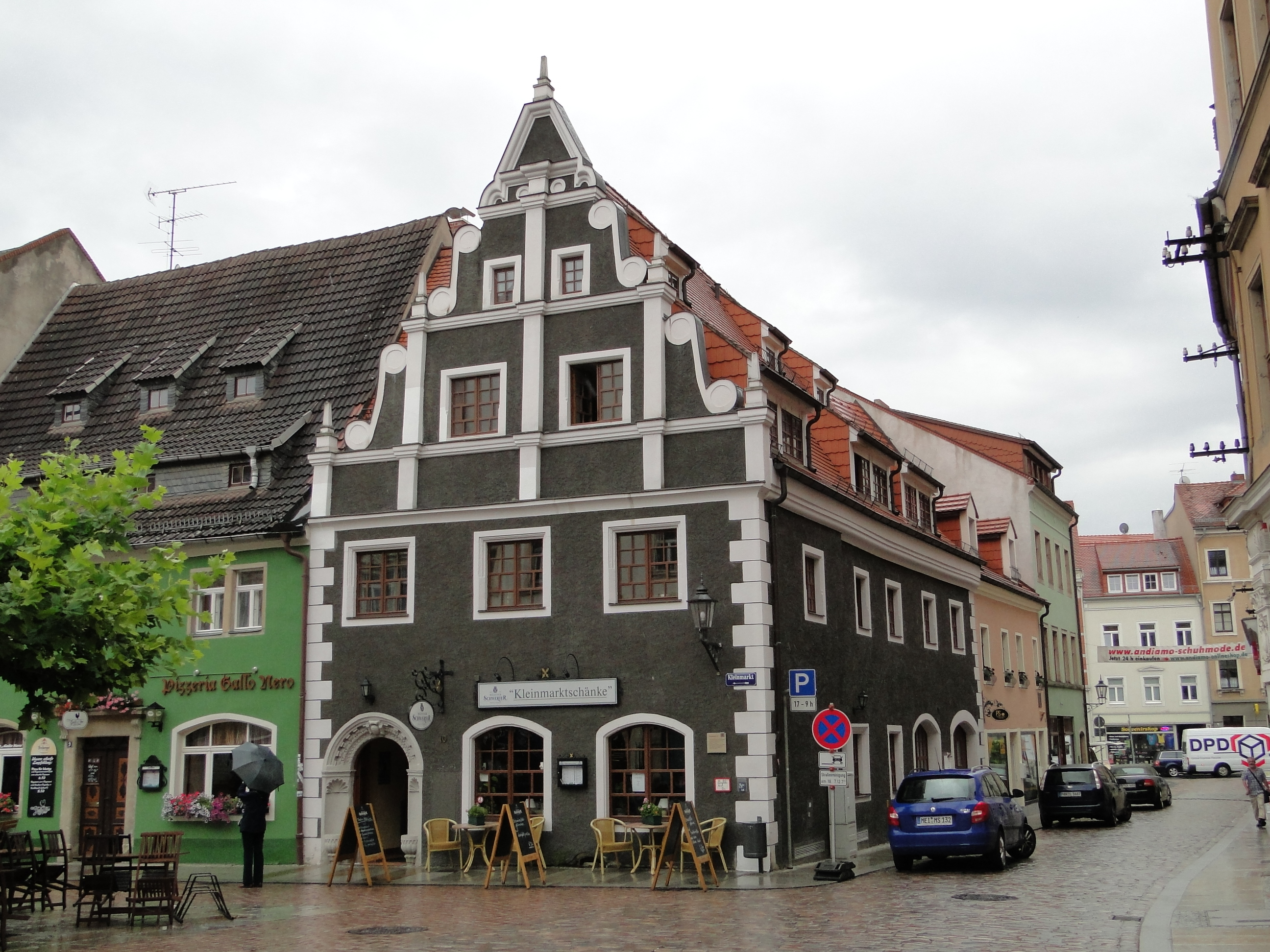
Haus Kleinmarkt 10 in Meißen

Das Haus Kleinmarkt 10 ist ein Bürgerhaus der Renaissance in Meißen in Sachsen, das nach längerer Nutzung als Bäckerei heute als Gaststätte Kleinmarktschänke genutzt wird.

## Geschichte und Architektur
Das Giebelhaus wurde im Jahr 1607 als Haus eines Bäckers erbaut und wurde 300 Jahre lang als Bäckerei genutzt. Eine Restaurierung erfolgte im Jahr 1996. Das Bauwerk ist durch den prachtvollen, zweigeschossigen Volutengiebel geprägt, der nahezu vollständig erhalten ist, im Jahr 1997 wurden die Obelisken hinzugefügt. Bei der Restaurierung wurde die Fassung aus der Zeit um 1600 wiederhergestellt. Die segmentbogigen Fenster des Erdgeschosses entstanden im 19. Jahrhundert; die Fenster des Obergeschosses entstammen vermutlich noch der Bauzeit, worauf die Profilform der Fenstergewände hindeutet.
Das Eckhaus mit einem Obergeschoss und seinem zweigeschossigen Giebel prägt wesentlich den Kleinmarkt in Meißen. Durch den mächtigen Giebel beherrscht das Bauwerk den Kleinmarkt und behauptet sich gegenüber den übrigen Häusern, die teilweise aus dem 19. Jahrhundert stammen.
Die ungewöhnliche Mauerstärke im Bereich der Fassade zum Marktplatz deutet darauf hin, dass hier wie auch beim Keller möglicherweise Teile eines Vorgängerbauwerks mit einbezogen wurden. Das Sitznischenportal ist demjenigen in der Görnischen Gasse 40 ähnlich. In der Schlusskartusche trägt das Haus eine Hausmarke, die mit einer gekrönten Brezel und der Beschriftung „H. G. 1607“ wohl auf den Bauherrn hinweist.
Im Laufe der 300-jährigen Nutzung als Bäckerei wurde die Backstube im Erdgeschoss und die Vorratskammern im Obergeschoss eingerichtet. Im 19. Jahrhundert wurden Veränderungen an den Fenstern vorgenommen, im Jahr 1913 wurde der Giebel erneuert und im Jahr 1924 ein Dampfbackofen eingebaut. Im Jahr 1952 wurde das Haus nochmals komplett entkernt, weshalb keine Wand im Inneren noch original erhalten ist.
Im Jahr 1991 begannen nach längerem Leerstand des Bauwerks ausführliche denkmalpflegerische Untersuchungen. Anhand aufgefundener Bretter, die bei der Umgestaltung des Hauses wiederverwendet worden waren, konnte auf eine Holzbalkendecke der Renaissance geschlossen werden. An der Fassade konnte anhand weniger historischer Putzreste eine grau-weiße Farbfassung aus der Zeit um 1600 rekonstruiert werden. Die Fenstereinfassungen und übrigen Gliederungselemente waren vermutlich gelb/weiß gefärbt. Diese Farbfassung wurde bei der Fassadenrestaurierung wiederhergestellt.
Im Jahr 1992 wurde das Bauwerk vollständig saniert und die Farbfassung aus der Renaissancezeit aufgebracht. Nach Umbau im Innern wird es als Gaststätte genutzt.